# Sébastien Amiez
Sébastien Amiez är en fransk alpin skidåkare, född 6 maj, 1972 i Pralognan.
Amiez har specialiserat sig på slalom och han vann världscupen i slalom 1996. Han tog silver i OS 2002, han deltog redan i OS 1994 i Lillehammer och i OS 1998 i Nagano där han slutade på fjortonde plats.